# Keansburg
Keansburg es un borough ubicado en el condado de Monmouth en el estado estadounidense de Nueva Jersey. En el año 2010 tenía una población de 10.105 habitantes y una densidad poblacional de 231,7 personas por km².

## Geografía
Keansburg se encuentra ubicado en las coordenadas 40°28′02″N 75°09′42″O / 40.46722, -75.16167.

## Demografía
Según la Oficina del Censo en 2000 los ingresos medios por hogar en la localidad eran de $36,383 y los ingresos medios por familia eran $45,438. Los hombres tenían unos ingresos medios de $37,229 frente a los $28,398 para las mujeres. La renta per cápita para la localidad era de $17,417. Alrededor del 17.7% de la población estaba por debajo del umbral de pobreza.